# 306
Період тетрархії у Римській імперії. У Китаї править династія Західна Цзінь, в Японії триває період Ямато. У Персії править династія Сассанідів.
На території лісостепової України Черняхівська культура. У Північному Причорномор'ї готи й сармати.

## Події
- Після смерті батька (Констанція Хлора) Костянтин Великий проголошений військом авґустом. Це викликало невдоволення східного августа Галерія, який запропонував Костянтину стати цезарем, а августом за тогочасними правилами ставав колишній західний цезар Флавій Север. Син колишнього августа Заходу Максиміана Максенцій за підтримки преторіанської гвардії підняв повстання й проголосив Максиміана августом Західної Римської імперії, а себе — цезарем.
- У Китаї завершилася війна восьми принців.

## Народились
- Єфрем Сирин (приблизна дата)

## Померли
- 26 липня — Констанцій I Хлор, імператор у римській тетрархії у 305 — 306 роках
- 8 листопада — Димитрій Солунський, святий великомученик із м. Солунь (Салоніки) в Греції
- Свята Варвара, християнська великомучениця
- Боніфатій Римський, ранньо-християнський мученик з Риму
- Теодор Тирон, вірменський святий, мученик
- Адріан Нікомедійський, святий
- Проб (візантійський єпископ)